# Кастелфранко Емилия
Кастелфра̀нко Емѝлия (на италиански: Castelfranco Emilia, на местен диалект Castèlfrànc, Кастелфранк) е град и община в северна Италия, провинция Модена, регион Емилия-Романя. Разположен е на 42 m надморска височина. Населението на общината е 32 043 души (към 2012 г.).